# Олигархи (фильм)
«Олигархи» (ивр. האוליגרכים‎) − документальный фильм из трёх частей («Русская рулетка» (ивр. רולטה רוסית‎), «Властелины Кремля» (ивр. אדוני הקרמלין‎) и «Последний бой» (ивр. קרב אחרון‎), снятый режиссёром Александром Гентелевым по событиям, происходившим в России в 1991—2000 годах. Фильм построен на монологах его героев, влиятельных людей того времени: Владимира Гусинского, Бориса Березовского, Михаила Черного, Григория Лучанского, Анатолия Чубайса, Александра Коржакова, Геннадия Зюганова, Александра Лившица, генерала Лебедя, Сергея Доренко и многих других. Интервьюируемые просто и откровенно рассказывают о событиях того времени: как проходила приватизация, как зарождалась демократия, как проходили выборы, что происходило за кулисами.
Фильм сделан для израильского зрителя, но не без учёта того, что он может быть интересен и русскоязычному: диктор говорит на иврите, при этом DVD-версия снабжена русскими субтитрами, а русскоязычные интервью передаются полностью и без приглушения, сопровождаясь субтитрами на иврите.
Премьерный показ состоялся в июле 2004 года в рамках 21-го Иерусалимского международного кинофестиваля. Создатели фильма — «русские израильтяне»: режиссёр и соавтор сценария Александр Гентелев и другой соавтор сценария писатель и журналист Владимир Бейдер, он же — автор дикторского текста. Работа над фильмом продолжалась почти 10 лет. Съемочная группа состояла из граждан Израиля и Канады, которые съезжались в Россию для съёмок не менее пяти раз. Они отсняли 150 часов видеоматериала, взяли сотни эксклюзивных интервью с влиятельными людьми того времени.
Отснятые материалы являются также основой двухсерийного фильма «Взлёт и падение российских олигархов» (англ. The Rise and Fall of the Russian Oligarchs), монтаж которого заметно отличается от израильской версии. Вплоть до того, что одни и те же кадры ареста в этих двух фильмах преподносятся как арест разных лиц. К тому же, в английской версии полностью отсутствует интервью с Лучанским.